# 日本の図書館一覧
日本の図書館一覧（にほんのとしょかんいちらん）は、日本の図書館の一覧である。

## 北海道地方
- 北海道の図書館一覧

## 東北地方
- 青森県の図書館一覧
- 岩手県の図書館一覧
- 宮城県の図書館一覧
- 秋田県の図書館一覧
- 山形県の図書館一覧
- 福島県の図書館一覧

## 関東地方
- 茨城県の図書館一覧
- 栃木県の図書館一覧
- 群馬県の図書館一覧
- 埼玉県の図書館一覧
- 千葉県の図書館一覧
- 東京都の図書館一覧
- 神奈川県の図書館一覧

## 中部地方
- 新潟県の図書館一覧
- 富山県の図書館一覧
- 石川県の図書館一覧
- 福井県の図書館一覧
- 山梨県の図書館一覧
- 長野県の図書館一覧
- 岐阜県の図書館一覧
- 静岡県の図書館一覧
- 愛知県の図書館一覧

## 近畿地方
- 三重県の図書館一覧
- 滋賀県の図書館一覧
- 京都府の図書館一覧
- 大阪府の図書館一覧
- 兵庫県の図書館一覧
- 奈良県の図書館一覧
- 和歌山県の図書館一覧

## 中国地方
- 鳥取県の図書館一覧
- 島根県の図書館一覧
- 岡山県の図書館一覧
- 広島県の図書館一覧
- 山口県の図書館一覧

## 四国地方
- 徳島県の図書館一覧
- 香川県の図書館一覧
- 愛媛県の図書館一覧
- 高知県の図書館一覧

## 九州地方
- 福岡県の図書館一覧
- 佐賀県の図書館一覧
- 長崎県の図書館一覧
- 熊本県の図書館一覧
- 大分県の図書館一覧
- 宮崎県の図書館一覧
- 鹿児島県の図書館一覧
- 沖縄県の図書館一覧